# Bareilly (distrikt)
Bareilly (alternativt Bareli) är ett distrikt i den indiska delstaten Uttar Pradesh, och är belägen i landskapet Rohilkand. Det hade 3 618 589 invånare år 2001 på en yta av 4 120 km², vilket gjorde en befolkningsdensitet på 878,3 inv/km². Den administrativa huvudorten är staden Bareilly. De dominerande religionerna är hinduism (64,81 %) och islam (33,89 %).

## Administrativ indelning
Distriktet är indelat i sex kommunliknande enheter, tehsils:
- Aonla, Baheri, Bareilly, Faridpur, Meerganj, Nawabganj

## Städer
Distriktets städer är huvudorten Bareilly samt Aonla, Baheri, Bareilly (Cantonment Board), Bisharatganj, Deoranian, Dhaura Tanda, Faridpur (Baheri tehsil), Faridpur (Faridpur tehsil), Fatehganj Pashchimi, Fatehganj Purvi, Kakgaina, Mirganj, Nawabganj, Pipalsana Chaudhari, Richha, Rithora, Sainthal, Shahi, Shergarh, Shishgarh, Sirauli och Thiriya Nizamat Khan.
Urbaniseringsgraden var 32,93 procent år 2001.